# Crisis Beat
Crisis Beat es un videojuego del año 2000 desarrollada por la compañía Bandai.
El juego consiste en un barco llamado Princess of the Fearless que viaja desde Japón hasta
Nueva York pero un equipo terrorista toma el barco y asesina a casi todos sus
pasajeros quedando solo 10 personas con vida. Estas personas deben pelear contra los
terroristas y escapar del barco destinado a ser destruido.

## Argumento
El Princess of the Fearless es un nuevo barco más grande que el Titanic con la
capacidad de llevar a 5.000 personas. En la mitad de su estructura posee una piscina, una cancha de fútbol, un casino y más. El barco estaba destinado de ir desde Japón hasta Nueva York pero debido a la localización de su destino, unos terroristas toman el barco y matan
a casi todos sus tripulantes. El 18 de diciembre de 2000 un día antes que tomaran
el barco se habían instalado armas láser por la gigantesca embarcación por motivos de
seguridad. Estos fueron usados en contra del Departamento de Seguridad de los
Estados Unidos cuando recibieron un mensaje S.O.S del barco. Ese mismo día una niña
había sido secuestrada para ser utilizada con el arma que podía causar el apocalipsis, que consiste en un virus capaz de transformar a la gente en bestias capaces de destruir un continente en 10 minutos. Cuatro personas deben impedir que el virus se desarrolle por completo.

## Personajes
Eiji Garland: Es un detective nacido en Nueva York y enviado inmediatamente a Japón
por razones desconocidas. Eiji espera volver a su patria y hará todo lo posible por derrotar
a los terroristas y regresar a Estados Unidos. Sobrevive gracias al submarino de rescate.
JJ: Con el nombre de Julia Jefferson. Es la madre de Milly quien fue secuestrada para ser
la primera persona que contenga el virus. Al final JJ logra salvar a su hija.
Keneth Kirova: Keneth era un invitado para la fiesta millonaria de Navidad pero su
habitación es invadida por terroristas y decide salvar su vida. Keneth sobrevive del ataque
terrorista gracias al submarino que se encontraba en los motores del barco.
Feisu: Feisu era una simple empleada que limpiaba los baños hasta que la despiden
por un accidente. Ella lucha con los demás para salvar su vida y vengar la muerte de sus
amigas. Feisu sobrevive gracias al submarino de rescate.
Milly: Es hija de JJ tiene 6 años. Sobrevive al ataque gracias al submarino de rescate. Su padre la encuentra en Nueva York y vive una vida feliz y tranquila.

## Jefes
Daugh: Es un ninja calvo y de ascendencia japonesa, lleva dos katanas y puede hacer grandes saltos. Daugh es derrotado por Eiji.
Gauss: Es el comandante del equipo terrorista, es alto y posee una fuerza extraordinaria. Gauss es derrotado por Keneth.
Ron y Charl: Son los guardaespaldas de Karts. Ron y Charl son de la misma altura y
fuerza, solo que Ron lleva un chaleco antibalas y traje amarillo, mientras que Charl es calvo y lleva un chaleco antibalas y traje rosa. Ambos son derrotados por Eiji.
Karts: Es un millonario dispuesto a acabar con los terroristas y al mismo tiempo con
Keneth. Lleva un traje azul, chaleco antibalas, sabe artes marciales y es capaz de
hacer una patada en el aire. Es derrotado por Feisu.
Duke: Es el Capitán de los soldados terroristas, lleva un traje camuflado verde y casco. Es derrotado por Eiji.
Riot: Es el capitán del barco Princess of the Fearless lo que significa que no tenía nada que ver con los terroristas, aun así su carácter era malvado y desleal. Utiliza anteojos, traje de capitán y pantalones vaqueros. Trae de arma un enorme cuchillo y es ayudado por los terroristas en su batalla. Aun así es derrotado por Eiji.
Hammer: Es un bioandroide creado por los terroristas por motivos de desesperación ante
los que habían derrotado a la mitad de su batallón. Es derrotado por Eiji.
Lou: Es la capitana del ejército terrorista quien secuestra a Milly y desarrolladora del virus. Es derrotada por JJ.
Otto: Es el general de los terroristas, contiene una fuerza gigantesca y una gran altura. Es derrotado por Keneth.
L.C. Whigen: Es el coronel y jefe de todos los terroristas y lleva siempre su espada ``mística´´. Al saber de la derrota de Otto se inyecta el virus y aunque es derrotado por Keneth revive aún más poderoso y con poderes sobrenaturales y esta vez siendo derrotado por Eiji revive una vez más pero completamente moribundo. Muere cuando el barco estalla.

## Villanos del juego
Este es un resumen de los enemigos de cada nivel.
Troop: Son unos soldados con traje gris iguales a los de Duke.
Grid: Son los sargentos de los Troop con fuerza extrema y llevan a su alcance un
cuchillo. Los Grid son capaces de levantar cosas y arrojarlas a gran distancia.
D-Dog: Son perros Rotwailers solo poseen la habilidad de morder y saltar.
Crane: Son guardias de seguridad con armas como escopetas y pistolas. Aunque no tienen
nada que ver con los terroristas igual atacan al jugador.
Easy: Son oficiales del ejército terrorista. Son peligrosos ya que poseen un lanzaminas
y granadas.
Gantt: Son unos soldados de gran fuerza y tamaño que son capaces de romper la columna
vertebral de un solo golpe. Son los villanos más difíciles de derrotar.
Shorty: Son unos ninjas terroristas con katanas y la posibilidad de hacer barridas y
saltar a gran distancia.
Janis: Son unos caballeros con armaduras y utilizan un escudo para cubrirse de los golpes.
Lawman: Son los incineradores de los cadáveres, llevan puesto un traje contra la
radiación y un lanzallamas. También son difíciles de derrotar.
Bat: Son empleados de recoger los residuos en el barco. Antes de que lleguesen los
terroristas estaban en huelga. Aún sin tener que ver nada con los terroristas atacan al jugador.
Buck: Son karatekas de los terroristas y utilizan la posición de Snake para pelear.
Rip: Son las tenientes de los Troop. Son las únicas enemigas femeninas del juego.
Sharp: Son los vendedores de armas de los terroristas. Solo lanzan navajas y aparecen
con distinta ropa en los niveles. Son los enemigos más fáciles de derrotar. Ellos ayudan a
Riot en su batalla contra Eiji.

## Secuelas
- A finales del 2010.Bandai realizó una secuela, Crisis Beat 2, pero no tuvo mucho éxito ya que no se vendieron muchas copias del videojuego.La historia ocurre a 3 años antes del incidente en el barco Princess Of The Fearless y después, conforme avance la historia,a 7 años después del atentado.El único personaje (del juego anterior) que aparece en esta entrega, es Eiji Garland.

- Datos: Q5791050